# اللجام (سنحان)

تعديل مصدري - تعديل

اللجام هي إحدى قرى عزلة خمس الوادي الأوسط بمديرية سنحان وبني بهلول التابعة لمحافظة صنعاء، بلغ تعداد سكانها 1005 نسمة حسب تعداد اليمن لعام 2004.